# Nikolai Prochorowitsch Chrjaschtschikow
Nikolai Prochorowitsch Chrjaschtschikow (russisch Николай Прохорович Хрящиков; * 1. Februar 1901 in Tytschkowo, Gouvernement Samara, Russisches Kaiserreich; † 24. Juni 1970) war ein sowjetischer Theater- und Film-Schauspieler.

## Leben und Leistungen
Chrjaschtschikow wurde in einem Dorf im Gouvernement Samara geboren. Er besuchte zunächst von 1916 bis 1920 ein Lehrerseminar in Buguruslan und diente anschließend für drei Jahre in der Roten Armee. Von 1924 bis 1925 war Chrjaschtschikow beim Amt für Bildung des Gouvernements Ural tätig. 1925 arbeitete er als Statistiker an der Uraler Warenbörse und anschließend bis 1927 als Buchhalter für verschiedene Unternehmen im kasachischen Oral. Dem folgte bis 1929 eine Anstellung bei Zentrosojus, wobei er hier von Juni bis Oktober 1929 für die Erfassung der Kapitalbeschaffung verantwortlich war. Anschließend ließ sich Chrjaschtschikow zum Schauspieler ausbilden und erhielt nach seinem Abschluss 1931 eine dreijährige Anstellung beim Studio Sojuskino. 1934 wechselte er zu Mosfilm und trat hier bis zur Mobilmachung 1942 vor die Kamera. Chrjaschtschikow diente bis 1943, musste sich jedoch von 1944 bis 1945 einer Heilbehandlung unterziehen. Danach trat er bis 1951 und nochmals ab 1953 für das Theaterstudio der Kinodarsteller auf.
Sein Filmdebüt gar Chrjaschtschikow 1927 in Konstantin Wladimirowitsch Eggerts Ледяной дом (Ledjanoi dom) nach Iwan Laschetschnikows Roman. Es folgten vereinzelte Engagements, ehe er ab Mitte der 1930er Jahre regelmäßig im Film zu sehen war. Größere Rollen spielte Chrjaschtschikow in dieser Zeit u. a. im Sozialdrama 
Поднятая целина (Podnjataja zelina, 1939) von Juli Raisman und in der sowjetisch-kanadischen Koproduktion Боевой киносборник №3 – Мужество (Bojewoi kinosbornik №3 – Muschestwo, 1941). Erziehung der Gefühle (1947) war sein erstes Projekt nach dem Deutsch-Sowjetischen Krieg.
Chrjaschtschikow spielte bis zum Ende seines Lebens in über 60 Filmen und verkörperte dabei unterschiedliche Charaktere wie Militär- und Marineangehörige, Arbeiter, Ingenieure und Polizisten. Er gab zwar nie eine Hauptrolle, trat aber unter der Leitung namhafter Regisseure wie Alexander Ptuschko, Michail Romm und Sergei Bondartschuk in Erscheinung. Parallel dazu wirkte der dunkelhaarige Mime bis zu seinem Tod am Theater.
Chrjaschtschikow war Träger der Medaille „Zum 800-jährigen Jubiläum Moskaus“.

## Filmografie (Auswahl)
- 1937: Lenin im Oktober (Lenin w Oktjabre)
- 1938: Wolga-Wolga
- 1945: Vier Herzen (Serdza tschetyrech)
- 1947: Erziehung der Gefühle (Selskaja utschitelniza)
- 1948: Das Lied von Sibirien (Skasanije o semle Sibirskoi)
- 1948: Die junge Garde (Molodaja gwardija)
- 1949: Die Welt soll blühen (Mitschurin)
- 1951: Ritter des Goldenen Sterns (Kawaler Solotoi Swesdy)
- 1951: Sportehre (Sportiwnaja tschest)
- 1953: Sadkos Abenteuer (Sadko)
- 1953: Segel im Sturm (Admiral Uschakow)
- 1953: Schiffe stürmen Bastionen (Korawli schtyrmujut bastiony)
- 1954: Feuertaufe (Schkola muschestwa)
- 1956: Unternehmen Planquadrat 45 (W kwadrate 45)
- 1956: Der graue Räuber (Sery rasboinik)
- 1956: Der letzte Schuß (Sorok perwy)
- 1957: Ein Dichter (Poet)
- 1958: Poem vom Meer (Poema o more)
- 1958: Mit falschen Papieren (An der Theiss) (Nad Tissoi)
- 1958: Das Geschenk des Zigeuners (Trudnoje stschastje)
- 1960: Dreißig Jahre und ein Tag (Rowesnik weka)
- 1960: Auferstehung (Woskresenije)
- 1960: Nördliche Novelle (Sewernaja powest)
- 1961: Flammende Jahre (Powest plamennych let)
- 1961: Klarer Himmel (Tschistoje nebo)
- 1963: Optimistische Tragödie (Optimistitscheskaja tragedija)
- 1964: Oktoberfreunde (Imenem rewoljuzii)
- 1965/67: Krieg und Frieden – Teil 1 & 3 (Woina i mir)